# Mangfall
Mangfall er en 58 km lang biflod til Inn fra venstre i Oberbayern i Tyskland. Mangfall starter ved  Tegernsees udløb og munder ud i Inn ved Rosenheim.

## Geografi
Mangfallknie (Mangfall-knæet) ved Grub ændrer retningen for Mangfall, der først løb mod nord, men efter knæet med et knæk på over 90° forsætter mod sydøst. Herved brydes sidemorænen fra den tidligere Inntalgletscher. På indersiden af  Mangfallknie ligger Teufelsgraben, et tidligere flodleje fra Isar.
Den østlige del af foralperne mellem Isar og Inn kaldes også Mangfallgebirge, da Mangfall via bjergfloderne Rottach, Weißach, Schlierach og Leitzach afvander den centrale del af området og dannet et vigtigt grundvandsreservoir for München.

## Bifloder
- Bifloder fra højre: Schlierach, Leitzach, Kalten
- Bifloder fra venstre: Glonn

## Byer og kommuner ved  Mangfall
| - Gmund am Tegernsee - Valley - Weyarn - Grub - Feldkirchen-Westerham - Feldolling | - Bruckmühl - Götting - Heufeld - Bad Aibling - Kolbermoor - Rosenheim |

47°44′52″N 11°44′07″Ø / 47.7478°N 11.7353°Ø